# Жалагаський сільський округ (Жалагаський район)
Жалага́ський сільський округ (каз. Жалағаш ауылдық округі, рос. Жалагашский сельский округ) — адміністративна одиниця у складі Жалагаського району Кизилординської області Казахстану. Адміністративний центр та єдиний населений пункт — селище Жалагаш.
Населення — 15106 осіб (2021; 13479 у 2009, 14486 у 1999, 12726 у 1989).
Станом на 1989 рік існувала Джалагаська селищна рада (смт Джалагаш).